# پرواز کن مثل پرنده
«پرواز کن مثل پرنده» تک‌آهنگی از هنرمند اهل ایالات متحده آمریکا ماریا کری است.
این تک‌آهنگ در چارت‌های جزو ده ترانه اول قرار گرفت.